# تكون الأنبوب العصبي
تكون العُصيبة أو تكون الأنبوب العصبي يشير إلى عملية الطي في جنين الفقاريات، التي تشمل تحول الصفيحة العصبية إلى الأنبوبة العصبية. يُطلق على الجنين في هذه المرحلة مصطلح العُصيبة.
تبدأ العملية عندما يحث الحبل الظهري تشكل الجهاز العصبي المركزي عن طريق إرسال الإشارات إلى طبقة الأديم الظاهر المنتشة التي تقع فوقه، لتشكل بدورها الصفيحة العصبية الثخينة المسطحة. تُطوى الصفيحة العصبية على نفسها لتشكل الأنبوبة العصبية، التي تتمايز لاحقًا لتعطي النخاع الشوكي والدماغ، إذ تشكل في النهاية الجهاز العصبي المركزي.
تتكون أجزاء الأنبوبة العصبية المختلفة بواسطة عملتين مختلفتين تُعرفان بتكون العصيبة الأولي والثانوي، لدى الأنواع المختلفة.
- في تكون العصيبة الأولي، تُطوى الصفيحة العصبية للداخل حتى تتلامس أطرافها وتندمج.
- في تكون العصيبة الثانوي، تتشكل الأنبوبة عن طريق تجويف الطبقة الداخلية للطليعة الصلبة.

## تكون العصيبة الأولي

### الحث العصبي الأولي
نشأ مفهوم الحث في العمل بواسطة باندور في عام 1817. نسب فيكتور همبرغر التجارب الأولى في إثبات الحث إلى التجارب المستقلة لكل من هانس سبيمان من ألمانيا في عام 1901 ووارين لويس من الولايات المتحدة الأمريكية في عام 1904. كان هانس سبيمان أول من عمم مصطلح «الحث العصبي الأولي» عند الإشارة إلى تمايز الأديم الظاهر الأول ليشكل النسيج العصبي خلال تكون العصيبة. أُطلق على هذه العملية مصطلح «الأولي» بسبب الاعتقاد أنها أول عملية حث في مرحلة التطور الجنيني. أجرت تلميذته هيلدا مانغولد تجربتها التي حصلت على جائزة نوبل. زرعت خلالها الأديم الظاهر، المأخوذ من الشفة الظهرية لمسم الأريمة من جنين سمندل في طور التطور، في جنين آخر، إذ «يحث» هذا النسيج «المنظم» تشكل محور ثانوي كامل محولًا الأنسجة المحيطة للجنين الأصلي من أنسجة الأديم الظاهر إلى أنسجة عصبية. لذلك، أُشير إلى أنسجة الجنين المتبرع باسم «الحاث» لأنها تحرض التحول. رغم اعتبار الشفة الظهرية العنصرَ الحاث، فهي ليست مجموعةً واحدةً من الخلايا، إذ تُعد مجموعةً متغيرةً باستمرار من الخلايا المهاجرة إلى الشفة الظهرية لمسم الأريمة من خلال تكوين خلايا قارورية متضيقة ذرويًا. أي إن خلايا المنظم تختلف في كل وقت من أوقات تكون المُعيدة.
أظهر عمل العلماء اللاحق على الحاثات خلال القرن العشرين أن الشفة الظهرية لمسم الأريمة لا تعمل بصفتها حاثًّا وحدها، إذ يوجد عدد ضخم أيضًا من العناصر الأخرى غير المعنية على ما يبدو. بدأ هذا عندما وجد يوهانس هولتفريتر أن الأديم الظاهر المغلي ما يزال قادرًا على الحث. قد تكون العناصر المتنوعة، مثل انخفاض الأس الهيدروجيني، والأدينوسين أحادي الفوسفات الحلقي، وحتى غبار الأرض، حاثاتٍ تسبب خوفًا معتبرًا. حتى الأنسجة الحية التي ليس باستطاعتها الحث قد تسبب حثًا عندما تُغلى. لم تظهر عناصر أخرى مثل شحم الخنزير، والشمع، وقشور الموز، ودم الضفدع المتخثر، أي أثر حثي. تابع علماء البيولوجيا الجزيئية التطورية البحث عن جزيء حاث كيميائي، واستمر نمو كتيب واسع عن العناصر التي تظهر قدرات حثية. نُسب الجزيء الحاث في الآونة الأخيرة إلى الجينات، وفي عام 1995، ظهرت دعوة إلى فهرسة جميع الجينات المشاركة في الحث العصبي الأولي وجميع تفاعلاتها في محاولة لتحديد «الطبيعة الجزيئية لمنظم سبيمان». استُشهد بالعديد من البروتينات وعوامل النمو الأخرى بصفتها حاثاتٍ، بما في ذلك عوامل النمو القابلة للذوبان مثل البروتين التخلقي للعظام، ولوازم «الإشارات المثبطة» مثل النوغين والفوليستاتين.
حتى في الفترة التي سبقت تعميم مصطلح الحث عبر العديد من الباحثين، اقتُرح أن الحث العصبي الأولي قد يكون ميكانيكيًا بطبيعته، وذلك ابتداءً من هانز دريش في عام 1894. قدّم برودلاند وغوردون نموذجًا ذا أساس ميكانيكي للحث العصبي الأولي في عام 1985. أظهرت النتائج تولد موجة فيزيائية فعلية من التقلص في الموقع الدقيق لمنظم سبيمان، الذي يجتاز بعد ذلك الظهارة العصبية المفترضة. قُدم بالإضافة إلى ذلك نموذج عمل كامل عن الحث العصبي الأولي في عام 2006. لطالما وُجد إحجام عام في المجال عن النظر في احتمالية أن يبدأ الحث العصبي الأولي بتأثيرات ميكانيكية. وما تزال هناك حاجة إلى إيجاد تفسير كامل للحث العصبي الأولي.

### تغير الشكل
مع استمرار تكون العصيبة بعد الحث، تصبح خلايا الصفيحة العصبية عمودية الشكل، ويمكن تمييزها بالفحص المجهري عن الأديم الظاهر الظهاري المفترض المحيط (الأديم الباطن الخارجي في السائل الأمنيوسي). تتحرك الخلايا جانبيًا وبعيدًا عن المحور المركزي إذ تأخذ شكلًا هرميًا مقطوعًا. يتحقق الشكل الهرمي عبر بروتيني الأكتين والتيوبيولين في الجزء الذروي من الخلية التي تتضيق في أثناء تحركهما. يُحدد تباين أشكال الخلايا جزئيًا من خلال موقع النواة داخل الخلية، التي تسبب انتفاخًا في مناطق من الخلية يؤدي إلى تغير شكلها وارتفاعها. تُعرف هذه العملية باسم التضيق الذروي. بالنتيجة، تتسطح الصفيحة العصبية المتمايزة، ما يظهر جليًا في السمندل عندما تتحول المعيدة المدورة مسبقًا إلى كرة مدورة ذات قمة مسطحة.

### الطي
تُسمى العملية التي تُطوى بموجبها الصفيحة العصبية المسطحة لتكون الأنبوبة العصبية الاسطوانية تكون العصيبة الأولي. نتيجة لتغير الشكل الخلوي، تشكل الصفيحة العصبية النقطة المركزية الأنسية (إم إتش بّي). يولد توسع البشرة ضغطًا على «إم إتش بّي» ويسبب طي الصفيحة العصبية، ما ينتج عنه طيات عصبية وتشكل التلم العصبي. تشكل الطيات العصبية نقاطًا مركزيةً ظهريةً جانبيةً (دي إل إتش بّي)، ويسبب الضغط على هذه المراكز تلامس الطيات العصبية واندماجها في منطقة الخط المتوسط. يتطلب الاندماج تنظيم جزيئات التصاق الخلايا. تتحول الصفيحة العصبية من صيغة «إي-كادهرين» إلى صيغتي «إن-كادهرين» و«إن-سي إيه إم»، إذ تصبح قادرةً على تمييز بعضها باعتبارها نسيجًا واحدًا وإغلاق الأنبوبة. يوقف تغيير الصيغة هذا ارتباط الأنبوبة العصبية مع البشرة. تُعد عملية طي الصفيحة العصبية عمليةً معقدةً.
يلعب الحبل الظهري دورًا أساسيًا في تطور الأنبوبة العصبية. قبل تكون العصيبة، خلال هجرة خلايا الأديم الباطن الخارجي باتجاه الأديم الباطن ناقص التنسج، تفتح الاستطالة الحبلية الظهرية في قوس يُطلق عليه مصطلح الصفيحة الحبلية الظهرية، وتلتصق بأعلى الظهارة العصبية للصفيحة العصبية. بعد ذلك، تُستخدَم الصفيحة الحبلية الظهرية بصفتها مرساةً للصفيحة العصبية وتدفع حافتيها للأعلى مع الحفاظ على القسم الأوسط مثبتًا. تُدمج بعض الخلايا الحبلية الظهرية مع القسم المركزي من الصفيحة العصبية لتشكل لاحقًا الصفيحة الأرضية للأنبوبة العصبية. تفصل الصفيحة الحبلية الظهرية الحبل الظهري الصلب وتشكله.
لا تحدث عملية طي الأنبوبة العصبية لتشكيل الأنبوبة الفعلية مرةً واحدةً، بل تبدأ تقريبًا في مستوى الجُسيدة الرابعة من مرحلة كارنيجي التاسعة (اليوم الجنيني العشرون تقريبًا لدى الإنسان). تتلامس الحواف الجانبية للصفيحة العصبية في الخط المتوسط وتندمج معًا. يستمر هذا قحفيًا (باتجاه الرأس) وذيليًا (باتجاه الذيل). يُطلق على الفتحات المتشكلة في المناطق القحفية والذنبية مصطلح المسمات العصبية القحفية الذيلية. في الأجنة البشرية، ينغلق المسم العصبي القحفي في اليوم الرابع والعشرين تقريبًا، وينغلق المسم العصبي الذيلي في اليوم الثامن والعشرين. يؤدي الفشل في انغلاق المسمين العصبيين القحفي (العلوي) والذيلي (السفلي) إلى حالتي انعدام الدماغ والسنسنة المشقوقة (تشقق العمود الفقري)، على الترتيب. بالإضافة إلى ذلك، يؤدي فشل الأنبوبة العصبية في الانغلاق على طول الجسم إلى حالة تُسمى انشقاق السيساء الخلقي.